# Anatolij Mjałycia
Anatolij Kostiantynowycz Mjałycia (ukr. Анатолій Костянтинович М'ялиця; ros. Анато́лий Константи́нович Мя́лица, ur. 23 października 1940 w stanicy Borzia w obwodzie czytyjskim) – radziecki działacz gospodarczy i partyjny.

## Życiorys
Od 1962 w KPZR, w 1966 ukończył Charkowski Instytut Lotniczy, pracował w Charkowskiej Fabryce Lotniczej im. Leninowskiego Komsomołu, 1985-1990 dyrektor generalny Charkowskiego Lotniczego Zjednoczenia Produkcyjnego im. Leninowskiego Komsomołu. Od 5 stycznia 1990 do 26 sierpnia 1991 I sekretarz Komitetu Obwodowego KPZR w Charkowie, w latach 1990–1991 członek KC KPZR, od 1991 zastępca dyrektora generalnego, a od 20 czerwca 1996 dyrektor generalny Charkowskiego Państwowego Lotniczego Przedsiębiorstwa Produkcyjnego.
Laureat Nagrody Państwowej ZSRR. Bohater Ukrainy, Zasłużony Inżynier Ukrainy.